# 东莞台商大厦
东莞台商大厦（英语: Dongguan TBA Tower）是由建築師劉偉彥規劃的綠體建築。位于中国广东省东莞市，承包商是中国建筑第八工程局有限公司、东莞金茂建造开发有限公司及道康寧公司。動土時間是2005年11月25日，在2013年12月26日啟用。
该大厦的形狀類似於笙，曾經獲得美国绿色建筑委员会的金級認證。